# Warużan Hakopian
Warużan Hakopian, ang. Varuzhan Akobian (ur. 19 listopada 1983 w Erywaniu) – amerykański szachista pochodzenia ormiańskiego, arcymistrz od 2004 roku.

## Kariera szachowa
W szachy gra od 5. roku życia. Czterokrotnie (1993, 1995, 1998, 1999) zdobywał tytuły mistrza kraju juniorów. Pomiędzy 1993 a 2000 wielokrotnie reprezentował Armenię na mistrzostwach świata oraz Europy juniorów w różnych kategoriach wiekowych, największy sukces odnosząc w 1999 w Litochoronie, gdzie zdobył brązowy medal mistrzostw Europy do 16 lat. Był również brązowym medalistą mistrzostw świata juniorów do 12 lat w szachach szybkich (Paryż, 1995).
W 2001 przeprowadził się do Los Angeles i od następnego roku na arenie międzynarodowej reprezentuje barwy Stanów Zjednoczonych, w niedługim czasie zdobywając tytuł arcymistrza (normy wypełnił w latach 2002 – w Filadelfii i San Francisco oraz 2004 – w Los Angeles). W 2003 zdobył w Miami tytuł mistrza USA juniorów do 20 lat, natomiast w 2007  zakwalifikował się do Pucharu Świata, w I rundzie przegrywając z Michaelem Roizem. Również w 2007 zdobył w Cali brązowy medal mistrzostw Ameryki. W 2014 zdobył w Saint Louis srebrny medal indywidualnych mistrzostw Stanów Zjednoczonych.
Wielokrotnie reprezentował Stany Zjednoczone w turniejach drużynowych, m.in.:
- czterokrotnie na olimpiadach szachowych (w latach 2006, 2008, 2012, 2014); dwukrotny medalista: wspólnie z drużyną – dwukrotnie brązowy (2006, 2008)[5],
- dwukrotnie na drużynowych mistrzostwach świata (w latach 2010, 2013); dwukrotny medalista: wspólnie z drużyną – srebrny (2010) oraz indywidualnie – brązowy (2013 – na V szachownicy)[6],
- na drużynowych mistrzostwach panamerykańskich (w roku 2013); dwukrotny medalista: wspólnie z drużyną – złoty (2013) oraz indywidualnie – srebrny (2013 – na II szachownicy)[7].

Odniósł szereg sukcesów w turniejach międzynarodowych, zwyciężając bądź dzieląc I miejsca m.in. w:
- 2001 – Los Angeles,
- 2002 – San Francisco, Pasadenie, Filadelfii (turniej World Open, wspólnie z Ilją Smirinem, Aleksandrem Oniszczukiem, Arturem Jusupowem, Jaanem Ehlvestem, Benjaminem Finegoldem, Jonathanem Rowsonem i Kamilem Mitoniem),
- 2003 – Los Angeles (dwukrotnie),
- 2004 – Filadelfii (turniej World Open), Las Vegas,
- 2005 – Alajueli, Chicago (wspólnie z Benjaminem Finegoldem),
- 2006 – San Marino (wspólnie z Wadimem Miłowem),
- 2007 – Filadelfii (turniej World Open, wspólnie z Hikaru Nakamurą, Sandipanem Chandą, Leonidem Judasinem, Jewgienijem Najerem, Aleksandrem Szabałowem, Aleksandrem Stripunskim, Wiktorem Michalewskim i Julio Becerrą Rivero), Miami (wspólnie z m.in. Hikaru Nakamurą, Wiktorem Michalewskim, Darmenem Sadwakasowem, Zwiadem Izorią, Mageshem Panchanathanem(inne języki) i Aleksandrem Szabałowem),
- 2008 – Canberze, Chicago, Lubbock (wspólnie z Aleksandrem Oniszczukiem, Pentalą Harikrishna i Leonidem Kritzem), Wheeling (wspólnie z Hikaru Nakamurą i Tigranem Petrosjanem).

Najwyższy ranking w dotychczasowej karierze (stan na wrzesień 2017) osiągnął 1 czerwca 2017, z wynikiem 2673 punktów zajmował wówczas 76. miejsce na światowej liście FIDE, jednocześnie zajmując 7. miejsce wśród amerykańskich szachistów.